# Pierre Rochefort
Pour les articles homonymes, voir Rochefort.
Pierre Rochefort est un acteur et chanteur français, né le 24 avril 1981 à Paris.

## Biographie
Pierre Rochefort est le fils de la réalisatrice Nicole Garcia et du comédien Jean Rochefort. Il devient lui-même père à l'âge de 20 ans. Il a  cinq frères et sœurs, quatre du côté de son père, un du côté de sa mère. Il a suivi une formation théâtrale au conservatoire du 7e arrondissement de Paris, sous la direction de Daniel Berlioux, puis à l'école privée d'art dramatique Au QG, dirigée par Grégory Questel et Yves Pignot, dans le 20e arrondissement de Paris. En 2012, il tourne dans deux films reconnus par la critique : Les Adieux à la reine de Benoît Jacquot ainsi que 38 témoins de Lucas Belvaux. En 2013, Pierre Rochefort tourne sous la direction de Nicole Garcia dans Un beau dimanche. Son interprétation lui vaut le Swann d’Or de la révélation masculine au Festival du film de Cabourg 2014. Avec ce rôle, il est également nommé aux Césars dans la catégorie du Meilleur espoir masculin en 2015. La même année, il tient le rôle principal, aux côtés de Pio Marmaï, dans le film de Rémi Bezançon, Nos futurs. Il joue également dans les deux séries de Fabrice Gobert : Les Revenants et Mytho.
En 2019, il partageait l’affiche de Ma famille et le loup, film franco-espagnol, avec Carmen Maura.
Passionné de musique, il évolue dans différents groupes entre hip-hop et chanson (L’Arme à L’Œil, Désolé Pour Le Bruit, etc.). En solo, il sort l’album Trente Trois Tours en 2016 et Brumance en 2020, sur le label Homworkz.

## Filmographie

### Cinéma
- 1986 : 15 août (court-métrage) de Nicole Garcia : le fils
- 2009 : Rapt de Lucas Belvaux : Fostier
- 2010 : Un balcon sur la mer de Nicole Garcia : un garçon de café à Nice
- 2012 : 38 Témoins de Lucas Belvaux : le jeune officier de police
- 2012 : Les Adieux à la reine de Benoît Jacquot : le valet Antonin
- 2014 : Un beau dimanche de Nicole Garcia : Baptiste Cambière
- 2015 : Nos futurs de Rémi Bezançon : Yann Kerbec
- 2016 : Marie et les Naufragés de Sébastien Betbeder : Siméon Forest
- 2019 : Ma famille et le loup d'Adrià García : Arno
- 2019 : Entre deux trains de Pierre Filmon : Grégoire
- 2023 : La Nuit du verre d'eau de Carlos Chahine : René
- 2023 : Double Foyer de Claire Vassé : Julien

### Télévision
- 2015 : Les Revenants (série télévisée) de Fabrice Gobert : un médecin de la ville
- 2016 : La Main du mal de Pierre Aknine : Dany Marcoux
- 2019 : Disparition inquiétante (série, épisode 1 « L’évaporation  »), réalisé par Arnauld Mercadier : Clément Hermann
- 2020 : Le Bureau des légendes, saison 5 : Aurélien
- 2020 : De Gaulle, l’éclat et le secret (mini-série) de François Velle : Philippe de Gaulle
- 2021 : Deux femmes d'Isabelle Doval : Inspecteur Berthelot
- 2021 : Disparition inquiétante (série, épisode 3 « Une affaire personnelle »), réalisé par Arnauld Mercadier : Clément Hermann
- 2022 : Disparition inquiétante (série, épisode 4 « Sous pression »), réalisé par Arnauld Mercadier : Commissaire Amar
- 2022 : Capitaine Marleau, épisode Héros malgré lui de Josée Dayan : Marc Berard
- 2023 : HPI (saison 3, épisode 1 « Symétrie radiale » et épisode 2 « 18 carats) réalisé par Mona Achache : Maxime Fontaine

## Théâtre
- 2010 : Pourquoi mes frères et moi on est parti, mise en scène de Yohan Manca
- 2010 : Jean et Béatrice de Carole Fréchette, mise en scène de Jeanne Tanguy et Nicolas Gibert
- 2014 : 14 de Jean Echenoz, mise en scène Nicole Garcia, théâtre du Rond-Point
- 2016 : Croque-monsieur de Marcel Mithois, mise en scène Thierry Klifa, théâtre de la Michodière
- 2022 : Variations énigmatiques , d'Eric Emmanuel Schmitt, mise en scène Paul-Emile Fourny, Opéra théâtre de Metz, Avignon 2023
- 2024 : La Veuve rusée de Carlo Goldoni, mise en scène Giancarlo Marinelli, théâtre des Bouffes Parisiens
- 2025 : L'Amant de Harold Pinter, mise en scène Thierry Harcourt, Théâtre du Chêne noir, festival off d'Avignon

## Discographie
- Trente Trois Tours (2016)
- Free Your Mind (2019)

## Distinctions

### Récompenses
- Festival du film de Cabourg 2014 : Swann d’Or de la révélation masculine pour Un beau dimanche
- Festival du film de Girone 2020 : Meilleur Acteur pour Entre Deux Trains

### Nominations
- César du cinéma 2015 : Meilleur espoir masculin pour Un beau dimanche
- Prix Lumières 2015 : Meilleur espoir masculin pour Un beau dimanche